# Gran Premio motociclistico di Spagna 2025
Il Gran Premio motociclistico di Spagna 2025 è stata la quinta prova della stagione 2025 del Motomondiale. Le gare si sono corse domenica 27 aprile 2025 al Circuito di Jerez de la Frontera e le vittorie nelle quattro classi sono andate a: Marc Márquez nella Sprint ed Álex Márquez nella gara della MotoGP, Manuel González in Moto2, José Antonio Rueda in Moto3.
Per Álex Márquez si tratta del primo successo in MotoGP ed insieme a Marc Márquez diventano la prima coppia di fratelli a vincere un Gran Premio di MotoGP.

## Vigilia
Il Gran Premio rappresenta il quinto appuntamento della stagione a distanza di due settimane dal Gran Premio del Qatar, quarta gara del campionato. Si tratta del primo appuntamento della stagione a svolgersi in Europa. Il Gran Premio di Spagna è la seconda ed ultima delle prove calendarizzate nel mese di aprile. Sponsor del Gran Premio, per la seconda volta consecutiva, è il marchio di birra Estrella Galicia.
Il Gran Premio, arrivato alla sua settantesima edizione valida per il Motomondiale, si disputò per la prima volta nel 1951 al Circuito del Montjuïc, che ha ospitato per diciassette volte l'appuntamento, mentre nel 1969 si tenne la prima edizione al Circuito del Jarama che ospitò per quindici volte il Motomondiale. Nel 1987 fece il suo debutto il Circuito di Jerez de la Frontera che, dopo un anno sotto un'altra denominazione, diventerà la sede del Gran Premio di Spagna. Nella stagione 2020, a causa del propagarsi della pandemia di COVID-19, il circuito ospitò i primi due appuntamenti stagionali, con il secondo che prese il nome di Gran Premio di Andalusia.
L'italiano Valentino Rossi è il pilota più vincente nel Gran Premio di Spagna, con nove successi di cui sette in MotoGP ed uno ciascuno in 250 e 125. Rossi detiene inoltre il maggior numero di podi in tutte le categorie (13), ed è seguito nella classifica dei piloti con più vittorie da Jorge Lorenzo con 5 successi, Mick Doohan a quota quattro, mentre Francesco Bagnaia, Àlex Crivillé e Daniel Pedrosa hanno trionfato 3 volte; il pilota italiano detiene anche il numero di maggior pole position insieme all'ex compagno di squadra Lorenzo (5).
Nello scorso fine settimana di gara il Campione del Mondo in carica della MotoGP Jorge Martín ha fatto il suo debutto stagionale, ma in seguito ad una caduta durante la gara ha riportato undici fratture alle costole ed un pneumotorace che lo rendono indisponibile per questo Gran Premio; viene sostituito dal collaudatore Lorenzo Savadori, che prese già parte ai primi tre Gran Premi. Ancora fermo per infortunio Miguel Oliveira, dopo la sua caduta nella Sprint del Gran Premio d'Argentina e viene nuovamente sostituito in Pramac Racing da Augusto Fernández, già sceso in pista negli scorsi due appuntamenti. Prende parte al fine settimana di gara anche Aleix Espargaró che corre a casa sua la prima wildcard della stagione, compiendo il suo debutto con Honda. In Moto3 è ancora infortunato Matteo Bertelle a causa di un incidente durante una sessione di allenamento, dopo il quale ha riportato la frattura della tibia destra e dell'omero sinistro e viene sostituito nel team LevelUp - MTA da Vicente Pérez, pilota spagnolo alla sua ottava stagione nel Motomondiale dopo aver disputato otto appuntamenti la stagione scorsa. Stessa sorte anche per lo spagnolo Máximo Quiles che, dopo l'ottimo debutto due settimane prima, salta questo appuntamento dopo aver riportato la frattura del pollice della mano destra durante un allenamento e viene sostiuito da Joel Esteban. Altra sostituzione in casa GRYD - MLav Racing dove è ancora fermo Marcos Uriarte, infortunatosi in Argentina, al suo posto corre lo spagnolo Adrián Cruces.

## MotoGP

### Prove
La prima sessione di prove libere del venerdì si chiude con Álex Márquez in testa con 357 millesimi di vantaggio su Marc Márquez e 590 millesimi su Fabio Quartararo. Lo spagnolo di Gresini Racing si conferma il più veloce anche nella sessione di pre-qualifiche del pomeriggio con Francesco Bagnaia a 103 millesimi di distanza e Franco Morbidelli a 162 millesimi, Fabio Di Giannantonio che chiude in nona posizione, è l'unico altro italiano direttamente in Q2. Nella seconda sessione di prove libere è invece Marc Márquez a segnare il miglior tempo con 210 millesimi di vantaggio su Maverick Viñales mentre Quartararo è distante 301 millesimi.

### Qualifiche
Nella prima fase delle qualifiche, passano il taglio Maverick Viñales e Marco Bezzecchi con Luca Marini che si qualifica in sedicesima posizione: due posizioni davanti ad Enea Bastianini, mentre Lorenzo Savadori chiude ventiduesimo. In Q2 cambia per la prima volta in stagione il poleman con Fabio Quartararo che fa segnare il miglior tempo e conquista la sua quinta partenza al palo su questo tracciato eguagliando Valentino Rossi ed Jorge Lorenzo. Per Quartararo si tratta della ventesima pole in carriera e la prima dal Gran Premio dell'Indonesia 2022. Di fianco a lui scatta, in seconda posizione, Marc Márquez a soli 33 millesimi dal francese con Francesco Bagnaia che chiude la prima fila a 145 millesimi di distanza, solo tre in meno di Álex Márquez che scatta quarto e Franco Morbidelli chiude quinto. Ottava posizione per il compagno di squadra Fabio Di Giannantonio mentre Bezzecchi è undicesimo. Di seguito i risultati delle qualifiche:
| Pos. | Nº | Pilota                | Squadra                      | Tempo     | Tempo    |
| Pos. | Nº | Pilota                | Squadra                      | Q1        | Q2       |
| ---- | -- | --------------------- | ---------------------------- | --------- | -------- |
| 1    | 20 | Fabio Quartararo      | Monster Energy Yamaha        | Già in Q2 | 1'35.610 |
| 2    | 93 | Marc Márquez          | Ducati Lenovo Team           | Già in Q2 | 1'35.643 |
| 3    | 63 | Francesco Bagnaia     | Ducati Lenovo Team           | Già in Q2 | 1'35.755 |
| 4    | 73 | Álex Márquez          | BK8 Gresini Racing           | Già in Q2 | 1'35.758 |
| 5    | 21 | Franco Morbidelli     | Pertamina Enduro VR46 Racing | Già in Q2 | 1'35.828 |
| 6    | 12 | Maverick Viñales      | Red Bull KTM Tech3           | 1'36.284  | 1'35.852 |
| 7    | 54 | Fermín Aldeguer       | BK8 Gresini Racing           | Già in Q2 | 1'35.978 |
| 8    | 49 | Fabio Di Giannantonio | Pertamina Enduro VR46 Racing | Già in Q2 | 1'36.054 |
| 9    | 36 | Joan Mir              | Honda HRC Castrol            | Già in Q2 | 1'36.161 |
| 10   | 5  | Johann Zarco          | Castrol Honda LCR            | Già in Q2 | 1'36.207 |
| 11   | 72 | Marco Bezzecchi       | Aprilia Racing               | 1'36.451  | 1'36.217 |
| 12   | 37 | Pedro Acosta          | Red Bull KTM Factory Racing  | Già in Q2 | 1'36.360 |
| 13   | 33 | Brad Binder           | Red Bull KTM Factory Racing  | 1'36.584  | N.D.     |
| 14   | 43 | Jack Miller           | Prima Pramac Racing Yamaha   | 1'36.630  | N.D.     |
| 15   | 79 | Ai Ogura              | Trackhouse Racing            | 1'36.700  | N.D.     |
| 16   | 10 | Luca Marini           | Honda HRC Castrol            | 1'36.730  | N.D.     |
| 17   | 25 | Raúl Fernández        | Trackhouse Racing            | 1'36.759  | N.D.     |
| 18   | 23 | Enea Bastianini       | Red Bull KTM Tech3           | 1'36.827  | N.D.     |
| 19   | 41 | Aleix Espargaró       | Honda HRC Test Team          | 1'36.981  | N.D.     |
| 20   | 7  | Augusto Fernández     | Prima Pramac Racing Yamaha   | 1'37.004  | N.D.     |
| 21   | 35 | Somkiat Chantra       | Idemitsu Honda LCR           | 1'37.827  | N.D.     |
| 22   | 32 | Lorenzo Savadori      | Aprilia Racing               | 1'38.062  | N.D.     |
| 23   | 42 | Álex Rins             | Monster Energy Yamaha        | 1'38.977  | N.D.     |

### Sprint
Cinque su cinque per Marc Márquez da inizio anno nelle gare Sprint che va a vincere anche in terra natale davanti al fratello Álex Márquez e Francesco Bagnaia chiude il podio in terza posizione, ripetendo per la quarta gara stagionale questo podio al sabato nello stesso ordine. Attaccato al numero 63 c'è Franco Morbidelli in quarta posizione davanti a Fermín Aldeguer. Sesta posizione per Fabio Di Giannantonio tallonato da Maverick Viñales, per la prima volta a punti in stagione al sabato, mentre chiude in ottava posizione Marco Bezzecchi seguito da Joan Mir che conquista l'ultimo piazzamento per raccogliere punti. Di seguito i risultati della gara Sprint:

#### Arrivati al traguardo
| Pos | Nº | Pilota                | Squadra                      | Motocicletta       | Giri | Tempo     | Griglia | Punti |
| --- | -- | --------------------- | ---------------------------- | ------------------ | ---- | --------- | ------- | ----- |
| 1°  | 93 | Marc Márquez          | Ducati Lenovo Team           | Ducati Desmosedici | 12   | 19'32"107 | 2º      | 12    |
| 2°  | 73 | Álex Márquez          | BK8 Gresini Racing           | Ducati Desmosedici | 12   | +1.001    | 4º      | 9     |
| 3°  | 63 | Francesco Bagnaia     | Ducati Lenovo Team           | Ducati Desmosedici | 12   | +3.077    | 3º      | 7     |
| 4°  | 21 | Franco Morbidelli     | Pertamina Enduro VR46 Racing | Ducati Desmosedici | 12   | +3.530    | 5º      | 6     |
| 5°  | 54 | Fermín Aldeguer       | BK8 Gresini Racing           | Ducati Desmosedici | 12   | +5.791    | 7º      | 5     |
| 6°  | 49 | Fabio Di Giannantonio | Pertamina Enduro VR46 Racing | Ducati Desmosedici | 12   | +7.691    | 8º      | 4     |
| 7°  | 12 | Maverick Viñales      | Red Bull KTM Tech3           | KTM RC16           | 12   | +7.849    | 6º      | 3     |
| 8°  | 72 | Marco Bezzecchi       | Aprilia Racing               | Aprilia RS-GP      | 12   | +10.175   | 11º     | 2     |
| 9°  | 36 | Joan Mir              | Honda HRC Castrol            | Honda RC213V       | 12   | +10.414   | 9º      | 1     |
| 10° | 37 | Pedro Acosta          | Red Bull KTM Factory Racing  | KTM RC16           | 12   | +12.673   | 12º     |       |
| 11° | 33 | Brad Binder           | Red Bull KTM Factory Racing  | KTM RC16           | 12   | +13.204   | 13º     |       |
| 12° | 79 | Ai Ogura              | Trackhouse Racing            | Aprilia RS-GP      | 12   | +13.438   | 15º     |       |
| 13° | 10 | Luca Marini           | Honda HRC Castrol            | Honda RC213V       | 12   | +16.572   | 16º     |       |
| 14° | 23 | Enea Bastianini       | Red Bull KTM Tech3           | Honda RC213V       | 12   | +17.918   | 18º     |       |
| 15° | 42 | Álex Rins             | Monster Energy Yamaha        | Yamaha YZR-M1      | 12   | +19.963   | 23º     |       |
| 16° | 25 | Raúl Fernández        | Trackhouse Racing            | Aprilia RS-GP      | 12   | +21.690   | 17º     |       |
| 17° | 7  | Augusto Fernández     | Prima Pramac Racing Yamaha   | Yamaha YZR-M1      | 12   | +21.932   | 20º     |       |
| 18° | 41 | Aleix Espargaró       | Honda HRC Test Team          | Honda RC213V       | 12   | +22.515   | 19º     |       |
| 19° | 32 | Lorenzo Savadori      | Aprilia Racing               | Aprilia RS-GP      | 12   | +30.200   | 22º     |       |
| 20° | 35 | Somkiat Chantra       | Idemitsu Honda LCR           | Honda RC213V       | 12   | +30.968   | 21º     |       |

#### Ritirati
| Nº | Pilota           | Squadra                    | Motocicletta  | Giri | Griglia |
| -- | ---------------- | -------------------------- | ------------- | ---- | ------- |
| 5  | Johann Zarco     | Castrol Honda LCR          | Honda RC213V  | 5    | 10º     |
| 43 | Jack Miller      | Prima Pramac Racing Yamaha | Yamaha YZR-M1 | 4    | 14º     |
| 20 | Fabio Quartararo | Monster Energy Yamaha      | Yamaha YZR-M1 | 2    | 1º      |

### Gara
Prima vittoria in MotoGP per Álex Márquez, la tredicesima in carriera, arrivata nella sua terra natale dominando la gara davanti a Fabio Quartararo che riporta il podio in casa Yamaha per la prima volta dal Gran Premio dell'Indonesia 2023, dove chiuse terzo. Completa il podio Francesco Bagnaia, il quarto stagionale. Miglior risultato in stagione anche per Maverick Viñales che porta la sua KTM RC16 in quarta posizione. Quinta posizione per Fabio Di Giannantonio seguito dalle KTM Factory Racing di Brad Binder che precede il compagno di squadra Pedro Acosta. Ottava posizione per il rookie Ai Ogura mentre, più staccato, troviamo in nona posizione Enea Bastianini davanti a Luca Marini, che chiude le prime dieci posizioni, e a Johann Zarco. Rimonta fino alla dodicesima posizione Marc Márquez autore di una caduta nella prima parte di gara riuscendo a chiudere davanti ad Álex Rins. Quattordicesima posizione al traguardo per Aleix Espargaró che viene poi penalizzato di sedici secondi per la pressione delle gomme, scalando diciassettesimo, e prende la sua posizione Marco Bezzecchi, anche lui caduto nel primo spezzone di gara, davanti a Raúl Fernández che conquista l'ultimo punto a disposizione. Di seguito i risultati della gara:

#### Arrivati al traguardo
| Pos | Nº | Pilota                | Squadra                      | Motocicletta       | Giri | Tempo     | Griglia | Punti |
| --- | -- | --------------------- | ---------------------------- | ------------------ | ---- | --------- | ------- | ----- |
| 1°  | 73 | Álex Márquez          | BK8 Gresini Racing           | Ducati Desmosedici | 25   | 40'56"374 | 4º      | 25    |
| 2°  | 20 | Fabio Quartararo      | Monster Energy Yamaha        | Yamaha YZR-M1      | 25   | +1.561    | 1º      | 20    |
| 3°  | 63 | Francesco Bagnaia     | Ducati Lenovo Team           | Ducati Desmosedici | 25   | +2.217    | 3º      | 16    |
| 4°  | 12 | Maverick Viñales      | Red Bull KTM Tech3           | KTM RC16           | 25   | +3.678    | 6º      | 13    |
| 5°  | 49 | Fabio Di Giannantonio | Pertamina Enduro VR46 Racing | Ducati Desmosedici | 25   | +7.267    | 8º      | 11    |
| 6°  | 33 | Brad Binder           | Red Bull KTM Factory Racing  | KTM RC16           | 25   | +8.529    | 13º     | 10    |
| 7°  | 37 | Pedro Acosta          | Red Bull KTM Factory Racing  | KTM RC16           | 25   | +9.764    | 12º     | 9     |
| 8°  | 79 | Ai Ogura              | Trackhouse Racing            | Aprilia RS-GP      | 25   | +10.923   | 15º     | 8     |
| 9°  | 23 | Enea Bastianini       | Red Bull KTM Tech3           | KTM RC16           | 25   | +15.879   | 18º     | 7     |
| 10° | 10 | Luca Marini           | Honda HRC Castrol            | Honda RC213V       | 25   | +17.239   | 16º     | 6     |
| 11° | 5  | Johann Zarco          | Castrol Honda LCR            | Honda RC213V       | 25   | +17.784   | 10º     | 5     |
| 12° | 93 | Marc Márquez          | Ducati Lenovo Team           | Ducati Desmosedici | 25   | +20.890   | 2º      | 4     |
| 13° | 42 | Álex Rins             | Monster Energy Yamaha        | Yamaha YZR-M1      | 25   | +21.120   | 23º     | 3     |
| 14° | 72 | Marco Bezzecchi       | Aprilia Racing               | Aprilia RS-GP      | 25   | +24.510   | 11º     | 2     |
| 15° | 25 | Raúl Fernández        | Trackhouse Racing            | Aprilia RS-GP      | 25   | +25.726   | 17º     | 1     |
| 16° | 7  | Augusto Fernández     | Prima Pramac Racing Yamaha   | Yamaha YZR-M1      | 25   | +31.429   | 20º     |       |
| 17° | 41 | Aleix Espargaró       | Honda HRC Test Team          | Honda RC213V       | 25   | +39.678   | 19º     |       |
| 18° | 32 | Lorenzo Savadori      | Aprilia Racing               | Aprilia RS-GP      | 25   | +49.303   | 22º     |       |

#### Ritirati
| Nº | Pilota            | Squadra                      | Motocicletta       | Giri | Griglia |
| -- | ----------------- | ---------------------------- | ------------------ | ---- | ------- |
| 54 | Fermín Aldeguer   | BK8 Gresini Racing           | Ducati Desmosedici | 18   | 7º      |
| 21 | Franco Morbidelli | Pertamina Enduro VR46 Racing | Ducati Desmosedici | 15   | 5º      |
| 36 | Joan Mir          | Honda HRC Castrol            | Honda RC213V       | 14   | 9º      |
| 43 | Jack Miller       | Prima Pramac Racing Yamaha   | Yamaha YZR-M1      | 13   | 14º     |
| 35 | Somkiat Chantra   | Idemitsu Honda LCR           | Honda RC213V       | 11   | 21º     |

## Moto2

### Prove
La prima sessione di prove libere vede Deniz Öncü far segnare il miglior tempo con 120 millesimi di vantaggio su Barry Baltus e 144 millesimi su Manuel González. Lo spagnolo torna ad essere il più veloce al pomeriggio, nella sessione di pre-qualifiche, dove rifila 338 millesimi a Baltus e 487 millesimi ad Öncü con Celestino Vietti unico italiano direttamente qualificato in Q2 con il decimo tempo complessivo. Il turco si conferma in grande forma firmando il miglior tempo anche nella seconda ed ultima sessione di prove libere con ben 551 millesimi davanti a González e 607 millesimi davanti a Vietti, terzo.

### Qualifiche
Dalla Q1 passano nell'ordine: Izan Guevara, Zonta van den Goorbergh, Collin Veijer ed Iván Ortolá. Nel Q2 la pole position va per la quarta volta stagionale, su cinque gare, a Manuel González che precede il connazionale Albert Arenas a soli 32 millesimi di distanza mentre il suo compagno di squadra Senna Agius completa la prima fila in terza posizione, a 68 millesimi di distanza. Quarta posizione per Barry Baltus seguito da Diogo Moreira con i primi cinque racchiusi in neanche un decimo. Dodicesima posizione per Celestino Vietti mentre è solo ventiquattresimo Tony Arbolino; di seguito i risultati dei primi cinque classificati:
| Pos | Nº | Pilota          | Team                          | Tempo    |
| --- | -- | --------------- | ----------------------------- | -------- |
| 1   | 18 | Manuel González | Liqui Moly Dynavolt Intact GP | 1'39.858 |
| 2   | 75 | Albert Arenas   | Italjet Gresini Moto2         | 1'39.890 |
| 6   | 81 | Senna Agius     | Liqui Moly Dynavolt Intact GP | 1'39.926 |
| 4   | 7  | Barry Baltus    | Fantic Racing Lino Sonego     | 1'39.935 |
| 5   | 10 | Diogo Moreira   | Italtrans Racing              | 1'39.956 |

### Gara
La gara viene dominata da Manuel González che va a vincere il suo secondo Gran Premio stagionale e torna in testa alla Classifica Piloti. Primo podio in stagione, il secondo in carriera, per Barry Baltus davanti a Senna Agius che conquista il gradino più basso del podio per la seconda volta nel 2025. Quarta posizione per Diogo Moreira seguito da Deniz Öncü. Miglior risultato in stagione per Albert Arenas che chiude in sesta posizione seguito da Celestino Vietti settimo con Arón Canet che chiude ottavo. Nona posizione per Jake Dixon seguito dal compagno di squadra Filip Salač. Undicesimo e di nuovo a punti Joe Roberts che riesce a stare davanti di poco al compagno di box Marcos Ramírez. Torna in zona punti dopo tre gare a secco Adrián Huertas che chiude in tredicesima posizione davanti a Collin Veijer mentre Tony Arbolino taglia il traguardo in quindicesima posizione. Di seguito i risultati della gara:

#### Arrivati al traguardo
| Pos | Nº | Pilota                  | Squadra                       | Motocicletta | Giri | Tempo     | Griglia | Punti |
| --- | -- | ----------------------- | ----------------------------- | ------------ | ---- | --------- | ------- | ----- |
| 1°  | 18 | Manuel González         | Liqui Moly Dynavolt Intact GP | Kalex        | 21   | 35'30"634 | 1º      | 25    |
| 2°  | 7  | Barry Baltus            | Fantic Racing Lino Sonego     | Kalex        | 21   | +2.256    | 4º      | 20    |
| 3°  | 81 | Senna Agius             | Liqui Moly Dynavolt Intact GP | Kalex        | 21   | +3.781    | 3º      | 16    |
| 4°  | 10 | Diogo Moreira           | Italtrans Racing              | Kalex        | 21   | +4.781    | 5º      | 13    |
| 5°  | 53 | Deniz Öncü              | Red Bull KTM Ajo              | Kalex        | 21   | +6.390    | 6º      | 11    |
| 6°  | 75 | Albert Arenas           | Italjet Gresini Moto2         | Kalex        | 21   | +7.049    | 2º      | 10    |
| 7°  | 13 | Celestino Vietti        | Team HDR Heidrun              | B-25         | 21   | +7.919    | 12º     | 9     |
| 8°  | 44 | Arón Canet              | Fantic Racing Lino Sonego     | Kalex        | 21   | +8.511    | 7º      | 8     |
| 9°  | 96 | Jake Dixon              | Elf Marc VDS Racing           | B-25         | 21   | +12.537   | 9º      | 7     |
| 10° | 12 | Filip Salač             | Elf Marc VDS Racing           | B-25         | 21   | +14.783   | 10º     | 6     |
| 11° | 16 | Joe Roberts             | OnlyFans American Racing Team | Kalex        | 21   | +17.135   | 16º     | 5     |
| 12° | 24 | Marcos Ramírez          | OnlyFans American Racing Team | Kalex        | 21   | +17.182   | 21º     | 4     |
| 13° | 99 | Adrián Huertas          | Italtrans Racing              | Kalex        | 21   | +20.992   | 23º     | 3     |
| 14° | 95 | Collin Veijer           | Red Bull KTM Ajo              | Kalex        | 21   | +23.062   | 17º     | 2     |
| 15° | 14 | Tony Arbolino           | BLU CRU Pramac Yamaha Moto2   | B-25         | 21   | +27.942   | 24º     | 1     |
| 16° | 92 | Yūki Kunii              | Idemitsu Honda Team Asia      | Kalex        | 21   | +28.588   | 22º     |       |
| 17° | 11 | Álex Escrig             | Klint Forward Factory Team    | Forward      | 21   | +29.790   | 19º     |       |
| 18° | 4  | Iván Ortolá             | QJ Motor - Frinsa - MSi       | B-25         | 21   | +31.343   | 18º     |       |
| 19° | 15 | Darryn Binder           | Italjet Gresini Moto2         | Kalex        | 21   | +31.453   | 20º     |       |
| 20° | 84 | Zonta van den Goorbergh | RW-Idrofoglia Racing GP       | Kalex        | 21   | +31.651   | 15º     |       |
| 21° | 9  | Jorge Navarro           | Klint Forward Factory Team    | Forward      | 21   | +36.443   | 25º     |       |
| 22° | 3  | Sergio García           | QJ Motor - Frinsa - MSi       | B-25         | 21   | +37.249   | 26º     |       |

#### Ritirati
| Nº | Pilota         | Squadra                     | Motocicletta | Giri | Griglia |
| -- | -------------- | --------------------------- | ------------ | ---- | ------- |
| 71 | Ayumu Sasaki   | RW-Idrofoglia Racing GP     | Kalex        | 11   | 27º     |
| 28 | Izan Guevara   | BLU CRU Pramac Yamaha Moto2 | B-25         | 4    | 14º     |
| 80 | David Alonso   | CFMoto Gaviota Aspar Team   | Kalex        | 4    | 8º      |
| 27 | Daniel Holgado | CFMoto Gaviota Aspar Team   | Kalex        | 0    | 11º     |

#### Squalificati
| Nº | Pilota       | Squadra                 | Motocicletta | Griglia |
| -- | ------------ | ----------------------- | ------------ | ------- |
| 21 | Alonso López | Beta Tools SpeedRS Team | B-25         | 13º     |

## Moto3

### Prove
Il weekend di gara si apre con la prima posizione di José Antonio Rueda nella prima sessione di prove libere del venerdì mattina con 778 millesimi di vantaggio su Álvaro Carpe e 924 millesimi su Adrián Fernández. Rueda si conferma il più veloce anche nella sessione di pre-qualifiche nuovamente davanti a Carpe, di oltre un secondo, con Taiyō Furusato che chiude in terza posizione. L'unico italiano qualificato direttamente in Q2 è Guido Pini che chiude la sessione in dodicesima posizione. Nella seconda sessione di prove libere è invece Fernández a segnare il miglior tempo con 41 millesimi di vantaggio su Joel Kelso e 119 su Rueda.

### Qualifiche
In Q1 si qualificano per la fase successiva: Luca Lunetta, Dennis Foggia, Cormac Buchanan e Vicente Pérez. In Q2 è José Antonio Rueda a conquistare la pole position, la prima stagionale e la seconda in carriera, davanti di 287 millesimi a Joel Kelso e 410 millesimi su David Muñoz, con Ángel Piqueras in quarta posizione davanti a Carpe. Dodicesima posizione per Guido Pini seguito da Lunetta con Foggia diciassettesimo, mentre Stefano Nepa è diciannovesimo con Riccardo Rossi ventiduesimo e Nicola Carraro venticinquesimo. Di seguito i risultati dei primi cinque classificati:
| Pos | Nº | Pilota             | Team                          | Tempo    |
| --- | -- | ------------------ | ----------------------------- | -------- |
| 1   | 99 | José Antonio Rueda | Red Bull KTM Ajo              | 1'43.755 |
| 2   | 66 | Joel Kelso         | LevelUp - MTA                 | 1'44.042 |
| 3   | 64 | David Muñoz        | Liqui Moly Dynavolt Intact GP | 1'44.165 |
| 4   | 36 | Ángel Piqueras     | Frinsa - MT Helmets - MSi     | 1'44.180 |
| 5   | 83 | Álvaro Carpe       | Red Bull KTM Ajo              | 1'44.207 |

### Gara
Dominio incontrastato di José Antonio Rueda che, dopo essere partito dalla pole, vince facendo siglare anche il giro più veloce della gara; con questi venticinque punti inooltre si riporta al comando della Classifica Piloti. Ángel Piqueras chiude in seconda posizione, a quattro secondi da Rueda, davanti a Joel Kelso terzo che coglie il secondo podio stagionale. Quarta posizione per Adrián Fernández tallonato dalla coppia nipponica formata da Ryūsei Yamanaka e Taiyō Furusato, oltre che da Guido Pini: che chiude in settima posizione e ottiene il suo miglior risultato fin qui in carriera nel motomondiale. Ottava posizione per Álvaro Carpe, dietro di lui un vuoto di tredici secondi prima di trovare la coppia di piloti Tech3 con Jacob Roulstone in nona posizione davanti al compagno Valentín Perrone, seguiti da Luca Lunetta, undicesimo, e Scott Ogden. Tredicesima posizione per Dennis Foggia davanti al connazionale Stefano Nepa mentre chiude quindicesimo Tatchakorn Buasri che conquista il primo punto stagionale. Di seguito i risultati della gara:

#### Arrivati al traguardo
| Pos | Nº | Pilota             | Squadra                       | Motocicletta  | Giri | Tempo     | Griglia | Punti |
| --- | -- | ------------------ | ----------------------------- | ------------- | ---- | --------- | ------- | ----- |
| 1°  | 99 | José Antonio Rueda | Red Bull KTM Ajo              | KTM RC 250 GP | 19   | 33'17"979 | 1º      | 25    |
| 2°  | 36 | Ángel Piqueras     | Frinsa - MT Helmets - MSi     | KTM RC 250 GP | 19   | +4.334    | 3º      | 20    |
| 3°  | 66 | Joel Kelso         | LevelUp - MTA                 | KTM RC 250 GP | 19   | +4.486    | 2º      | 16    |
| 4°  | 31 | Adrián Fernández   | Leopard Racing                | Honda NSF250R | 19   | +6.308    | 6º      | 13    |
| 5°  | 6  | Ryūsei Yamanaka    | Frinsa - MT Helmets - MSi     | KTM RC 250 GP | 19   | +6.409    | 5º      | 11    |
| 6°  | 72 | Taiyō Furusato     | Honda Team Asia               | KTM RC 250 GP | 19   | +6.494    | 8º      | 10    |
| 7°  | 94 | Guido Pini         | Liqui Moly Dynavolt Intact GP | KTM RC 250 GP | 19   | +6.588    | 11º     | 9     |
| 8°  | 83 | Álvaro Carpe       | Red Bull KTM Ajo              | KTM RC 250 GP | 19   | +8.007    | 4º      | 8     |
| 9°  | 12 | Jacob Roulstone    | Red Bull KTM Tech3            | KTM RC 250 GP | 19   | +21.703   | 7º      | 7     |
| 10° | 73 | Valentín Perrone   | Red Bull KTM Tech3            | KTM RC 250 GP | 19   | +21.795   | 9º      | 6     |
| 11° | 58 | Luca Lunetta       | SIC58 Squadra Corse           | Honda NSF250R | 19   | +21.900   | 12º     | 5     |
| 12° | 19 | Scott Ogden        | CIP Green Power               | KTM RC 250 GP | 19   | +22.117   | 23º     | 4     |
| 13° | 71 | Dennis Foggia      | CFMoto Gaviota Aspar Team     | KTM RC 250 GP | 19   | +30.583   | 15º     | 3     |
| 14° | 82 | Stefano Nepa       | SIC58 Squadra Corse           | Honda NSF250R | 19   | +31.831   | 18º     | 2     |
| 15° | 5  | Tatchakorn Buasri  | Honda Team Asia               | KTM RC 250 GP | 19   | +37.469   | 19º     | 1     |
| 16° | 55 | Noah Dettwiler     | CIP Green Power               | KTM RC 250 GP | 19   | +37.541   | 17º     |       |
| 17° | 11 | Adrián Cruces      | GRYD - MLav Racing            | KTM RC 250 GP | 19   | +42.816   | 22º     |       |
| 18° | 32 | Vicente Pérez      | LevelUp - MTA                 | KTM RC 250 GP | 19   | +59.300   | 10º     |       |
| 19° | 14 | Cormac Buchanan    | Denssi Racing - BOE           | KTM RC 250 GP | 18   | +1 giro   | 16º     |       |

#### Ritirati
| Nº | Pilota         | Squadra                       | Motocicletta  | Giri | Griglia |
| -- | -------------- | ----------------------------- | ------------- | ---- | ------- |
| 8  | Eddie O'Shea   | GRYD - MLav Racing            | KTM RC 250 GP | 17   | 25º     |
| 10 | Nicola Carraro | Rivacold Snipers Team         | Honda NSF250R | 10   | 24º     |
| 64 | David Muñoz    | Liqui Moly Dynavolt Intact GP | KTM RC 250 GP | 7    | 26º     |
| 78 | Joel Esteban   | CFMoto Gaviota Aspar Team     | KTM RC 250 GP | 1    | 13º     |
| 54 | Riccardo Rossi | Rivacold Snipers Team         | Honda NSF250R | 1    | 21º     |
| 21 | Ruche Moodley  | Denssi Racing - BOE           | KTM RC 250 GP | 0    | 14º     |
| 22 | David Almansa  | Leopard Racing                | Honda NSF250R | 0    | 10º     |